# Juan Manuel Lillo
Juan Manuel Lillo Díez, meglio noto come Juanma Lillo (Tolosa, 2 novembre 1965), è un allenatore di calcio spagnolo, tecnico in seconda del Manchester City.

## Palmarès

### Allenatore

#### Competizioni nazionali
- Segunda División B: 1

Salamanca: 1993-1994 (Gruppo 1)